# Агама Чернова
Агама Чернова (Laudakia chernovi) — представник роду  азійських гірських агам з родини агамових.

## Опис
Довжина тіла становить 8-12 см і хвоста 15-25 см. Має сплощену голову і тулуб. Хвіст з круглим перетином. Всі луски спини і боків тулуба ребристі. Уздовж хребта є чітка смуга з 8 рядків збільшених, ребристих, шипуватих лусок. Горлова складка добре виражена. Черевна луска чотирикутна, гладенька і розташована більш-менш правильними поперечними і косими поздовжніми рядками. Хвостова луска сильно ребриста з гострими шипиками, які на нижній стороні хвоста не виражені. Вона розташовуються правильними поперечними рядками у вигляді кілець — кожні три кільця утворюють один сегмент. Луска, яка вкриває зверху стегна і гомілки, дорівні лускі в середній частині спини, на гомілках вона із сильно розвиненими реберцями, які переходять у шипи. Пальці помітно стислі з боків. Четвертий палець задньої ноги довші третього. У дорослих самців перед анальним отвором є 2-4 рядки преанальних пір і овальна пляма мозолястих луски на череві. 
Молоді особини світло-коричневого кольору із жовтими плямами на бічній поверхні шиї. Дорослі агами зверху коричневі з ледь помітними білими цяточками на вістрях шипуватої луски. На спині самців чітко виражена широка золотисто-жовта поздовжня смуга, а їх голова має забарвлення темної бронзи з блакитно-димчастим плямою на потилиці. Такі ж плями помітні на колінних і ліктьових суглобах. Нижня сторона тіла темна зі світлими плямами, які розмиті на грудях та горлі. Загальний фон нижньої сторони тіла самиць світліший, ніж у самців. 

## Спосіб життя
Полюбляє схили гір, пониззя ущелин, де дотримується порослих чагарником крутих кам'янистих схилів і осипів на висотах 900-1400 м над рівнем моря. Ховається у тріщинах і промоїнах в скелях. Активна вдень. Харчується комахами, рослинною їжею, зокрема, ягодами шовковиці.
Це яйцекладна ящірка. Парування відбувається наприкінці кінці травня - на початку червня. Самиця відкладає 4-5 яєць середнім розміром 22х12 мм. 

## Розповсюдження
Мешкає у південно-західному Таджикистані, Узбекистану, південно-східному Туркменістані, де має обмеженим ареалом у західній частині Паміро-Алая, північно-східному Афганістані. 